# تل تاج‌آباد
تل تاج آباد مربوط به سده‌های میانه دوران‌های تاریخی پس از اسلام است و در شهرستان استهبان، بخش رونیز، دهستان رونیز، کیلومتری ۵ جاده رونیز به طرف کارخانه سیمان، سمت راست جاده واقع شده و این اثر در تاریخ ۱۸ شهریور ۱۳۸۷ با شمارهٔ ثبت ۲۳۴۳۴ به‌عنوان یکی از آثار ملی ایران به ثبت رسیده است.